# Palazzo Tinti
Il palazzo Tupone, già Tinti, Bondenti, Viola, è una dimora storica di Crema.

## Storia
Sul primo documento noto, precisamente nell'Estimo del 1685, risultano in loco tre edifici due dei quali appartenenti al nobile Francesco Fadini e un terzo di proprietà del prete Giovanni Airoldi.
Questi immobili furono riunificati in un unico palazzo probabilmente poco dopo quell'anno come dimostrerebbero le affinità stilistiche e progettuali con l'ex palazzo Clavelli costruito nel 1691.
Secondo Mario Perolini, tuttavia, gli apparati murari della porzione orientale sarebbero molto più antichi: negli anni novanta del XX secolo, quando l'edificio appariva scrostato, osservava come la muratura fosse di nobile fattura, presumibilmente del '400; e supportava la sua tesi con il frammento di arco a tutto sesto collocato sopra la porta minore ed una cornice a mattoni levigati, tuttora osservabili.
Il Fadini moriva nel 1688 e il palazzo passò ai Bondenti – Camillo aveva sposato Maria Fadini – i quali, per distinguersi da un altro ramo, si facevano chiamare Bondentini.
Mario Bondenti fu l'ultimo della famiglia a risiedervi ma nel 1771 si trasferì in una modesta abitazione posto lungo l'attuale Via Tadini.
Dopo brevi passaggi di proprietà durati poco tempo, la dimora nel 1811 fu acquistata da Luigi Viola.
La Soprintendenza pose il vincolo sul palazzo sulla base Legge 364 del 20 giugno 1909.
Infine, l'ingegner Alfredo Tinti acquistò lo stabile nel 1949.
Un restauro conservativo veniva intrapreso negli anni 2007-2009 su progetto degli architetti Laura e Marco Ermentini.

## Personalità legate al palazzo
- Guglielmo Viola, ricoprì per molti anni la carica di assessore[4]; il suo nome appare in calce nell'atto di indirizzo della città di Crema al Re Vittorio Emanuele II di Savoia datato 13 giugno 1859 assieme agli altri assessori Ludovico Oldi e Giovanni Massari[5].
- Luigi Viola, figlio di Guglielmo, notaio (deceduto nel 1910), fu anche scrittore; pubblicò il romanzo Veritas (1880[6]) i saggi Crema nella Rivoluzione del ‘48 (1888[7] e L'assedio di Crema per opera di Federico Barbarossa (1889[8]) ed altri saggi, anche di carattere politico. Fu per un brevissimo periodo (dal 13 giugno al 5 luglio 1859) podestà facente funzioni nel periodo di passaggio della Lombardia al Regno di Sardegna[9] e ricoprì, successivamente, incarichi nella giunta comunale[10].

## Caratteristiche
La facciata si snoda su due livelli divisi da un marcapiano.
Il portale ha un arco a tutto sesto circondato da bugne. Le finestre sono sormontate da architrave; inoltre, quelle del primo piano sono ingentilite da festoni
Nel sottogronda corre una serie di fitte mensole alternate da piccole aperture romboidali.